# Gendarmerie française d'Espagne
La gendarmerie française d'Espagne, aussi surnommée petite gendarmerie d'Espagne pour la différencier de la gendarmerie départementale, regroupe l'ensemble des unités françaises de gendarmerie servant pendant la guerre d'Espagne de 1810 à 1814. Outre leur rôle de sûreté habituel, les escadrons de gendarmes y sont essentiellement employés aux escortes, aux avant-postes, à la chasse aux guérilleros. Le recrutement s'effectue au sein des vétérans de la gendarmerie impériale et parmi les régiments de la ligne.
La gendarmerie d'Espagne forme un corps discipliné qui s'illustre au combat de Villodrigo, en octobre 1812, au cours duquel quatre escadrons de la légion à cheval de Burgos contribuent à la défaite des dragons britanniques. Avec le rappel des troupes d'Espagne dans le nord-ouest de la France au début de l'année 1814, la gendarmerie d'Espagne est dissoute. Une partie de ses ex-membres compose deux bataillons à pied qui participent à la bataille de Montereau tandis que les autres sont réunis sous le nom de gendarmerie impériale de Paris.

## Contexte historique
En mars 1808, les armées françaises, sous prétexte d'envahir le Portugal, occupent l'Espagne et font leur entrée à Madrid. Les abdications successives du roi Charles IV et de son fils Ferdinand au profit de Joseph Bonaparte, combinées au refus de l'ingérence française par les Madrilènes, débouchent sur le soulèvement du Dos de Mayo dans la capitale. Cette rébellion est matée par le maréchal Murat mais entraîne toute l'Espagne dans la guerre contre les Français. Les échecs subis durant l'été par les troupes napoléoniennes au Portugal et à la bataille de Bailén incitent Napoléon à se rendre lui-même dans la péninsule afin de rétablir la situation. S'il parvient, en l'espace de quelques mois, à bousculer les principales armées espagnoles et à chasser le corps expéditionnaire britannique de la région, le conflit n'est pas gagné pour autant. En effet, la prolifération des guérillas, pratiquant une guerre d'usure et de harcèlements, déconcerte les commandants français habitués à manœuvrer en rase campagne. Les embuscades causent de lourdes pertes à l'armée régulière, ce qui oblige les généraux à disposer d'effectifs importants pour combattre ces bandes de manière efficace ; de fait, les contingents de soldats français faisant route vers l'Espagne se multiplient.

## Organisation et recrutement

### Formation des vingt escadrons de gendarmerie

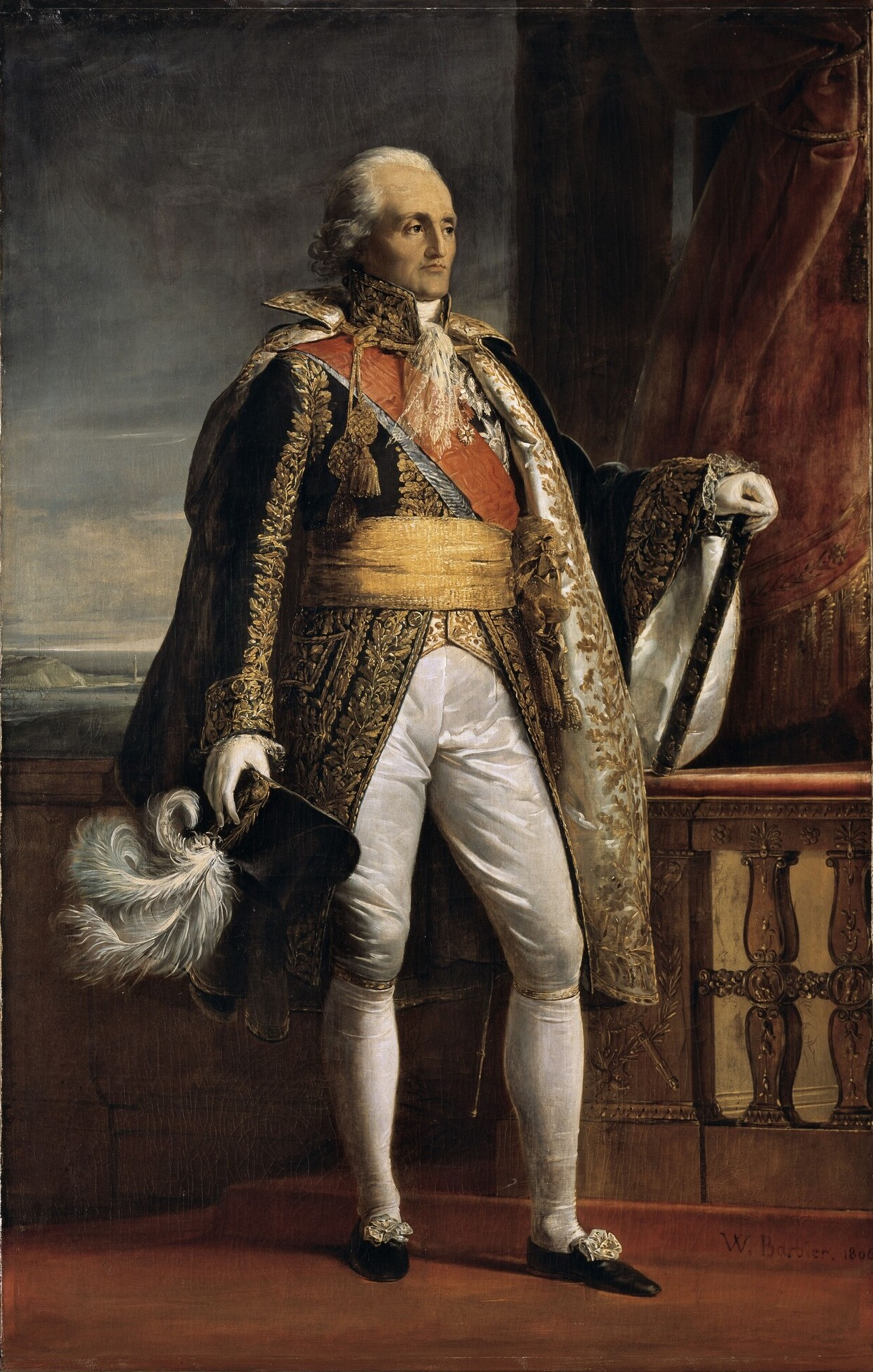
Le maréchal Moncey, inspecteur-général de la gendarmerie. Peinture de Jacques-Luc Barbier-Walbonne.

Le 24 novembre 1809, Napoléon décrète l'organisation de vingt escadrons de gendarmerie de la ligne affectés à l'armée d'Espagne. La formation de ces vingt escadrons se concrétise le 10 février 1810 sous l'impulsion d'une décision du ministère de la Guerre. Chaque escadron comprend un détachement à cheval et un détachement à pied, pour un total de 207 hommes. La force totale des gendarmes d'Espagne se monte donc à 4 140 soldats et 1 740 chevaux.
|                              | Cavalerie | Infanterie |
| État-major                   | 2         | 2          |
| Officiers                    | 2         | 3          |
| Sous-officiers et brigadiers | 10        | 10         |
| Troupe                       | 70        | 110        |
| Total                        | 82        | 123        |

L'organisation se déroule dans différentes villes sous la direction du maréchal Moncey, inspecteur général de la gendarmerie, et du général Louis Léopold Buquet qui prend le commandement de la gendarmerie d'Espagne. Le recrutement et la remonte en chevaux s'avèrent sources de problèmes : en effet, si la gendarmerie octroie rapidement les effectifs demandés, les recrues provenant des corps de la ligne répondent rarement aux qualités requises. Il en est de même pour les chevaux, qui sont souvent inaptes au service en campagne et doivent être remplacés par des montures plus robustes. Les dépôts sont dépourvus des effets militaires nécessaires, qui doivent être acheminés depuis Paris ; cependant, les retards font que plusieurs escadrons ne reçoivent leur équipement qu'après leur arrivée dans la péninsule Ibérique. Malgré ces difficultés, le 22 février 1810, Buquet informe le général Thouvenot, gouverneur des provinces basques, que quatre escadrons de gendarmes sont prêts à passer la frontière. C'est chose faite les 1er et 2 mars de la même année pour les 1er, 2e, 3e et 4e escadrons, qui sont dirigés sur Bilbao et Vitoria.

### Légion de Catalogne

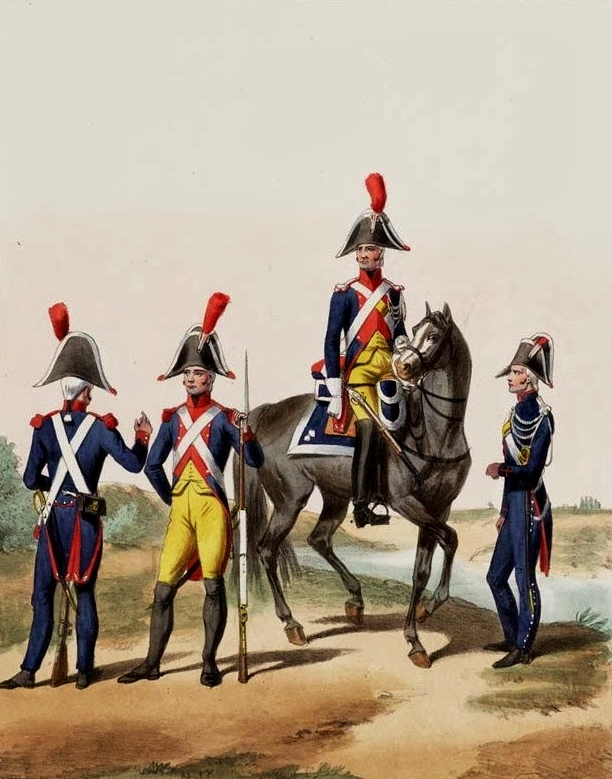
Gendarmerie française de la ligne. Illustration d'Alfred de Marbot, XIXe siècle.

À côté de ses vingt escadrons, une légion de gendarmerie dite « de Catalogne » est formée à Narbonne en septembre 1810 et placée sous les ordres du colonel Le Marchant. Elle aligne dans un premier temps quatre compagnies totalisant 751 hommes, jusqu'à l'adjonction de deux compagnies supplémentaires au début de l'année 1811 qui portent l'effectif à 1 400 soldats. Les gendarmes à pied, forts de 450 hommes, passent en Espagne au mois d'avril et se dirigent sur la Catalogne, rejoints au fur et à mesure par les détachements à cheval dont l'organisation a été retardée par manque de chevaux disponibles. Les six compagnies, commandées chacune par un chef d'escadron ou un capitaine, se réunissent dans la péninsule en novembre et deviennent la 6e légion de gendarmerie d'Espagne le mois d'après.

### Légion à cheval de Burgos
Les escadrons de la gendarmerie ayant du mal à combattre la guérilla dans les montagnes, aussi bien en raison de la rareté des ressources que des routes peu praticables, une légion à cheval voit le jour à Burgos par décret du 13 novembre 1810. Elle est organisée dans cette même ville en décembre par le général Buquet et le colonel Jean-Alexis Béteille qui en devient le commandant. Elle aligne en théorie six escadrons pour un total de 792 gendarmes, choisis parmi les meilleurs éléments des escadrons de la gendarmerie d'Espagne. Toutefois, les généraux gouverneurs des diverses provinces n'envoient que de mauvaise grâce les effectifs demandés, qui s'avèrent être insuffisants ; il faut alors attendre des renforts de France pour atteindre l'effectif de guerre de la légion, qui prend officiellement le nom de 1re légion de gendarmerie d'Espagne à la fin de l'année 1811.

## Uniformes

### Gendarmerie à pied
Pour la gendarmerie à pied, la troupe porte le bicorne en feutre noir bordé d'un galon blanc, surmonté d'un plumet rouge et orné sur le devant d'une cocarde. En plus de cette coiffure réservée à la grande tenue, les soldats disposent d'un bonnet de police bleu à coutures blanches, avec un gland en fil blanc. La tenue comprend aussi un habit en drap bleu à revers, collet, retroussis et pattes de parements écarlates, ainsi qu'un surtout à collet bleu. Les épaulettes sont à franges écarlates, et les boutons, blancs, sont frappés d'un aigle et des inscriptions relatives à la gendarmerie. La veste, portée sous l'habit, est de couleur chamois ainsi que le pantalon, qui est recouvert de guêtres noirs au-dessus des genoux.